# Youssef Essrayri
Youssef Essrayri (* 5. Januar 1977) ist ein ehemaliger tunesischer Fußballschiedsrichter.
Essrayri leitete von 2009 bis 2022 mindestens 56 Spiele im Championnat de Tunisie.
Von 2012 bis 2022 stand er auf der Liste der FIFA-Schiedsrichter und leitete internationale Fußballspiele.
Essrayri wurde bei zwei Afrika-Cups eingesetzt. Er leitete jeweils ein Gruppenspiel beim Afrika-Cup 2017 in Gabun und beim Afrika-Cup 2019 in Ägypten.
Zudem leitete er Spiele in der CAF Champions League (vier Partien), in der afrikanischen WM-Qualifikation (sieben Partien) sowie diverse Qualifikations- und Freundschaftsspiele.